# Kassia
Kassia hay Kassiani (tiếng Hy Lạp: Κασσιανή, phát âm tiếng Hy Lạp: [kasia'ni], 805/810-trước 865) là một nữ tu, nhà thơ, nhà soạn nhạc và người soạn thánh ca người Đông La Mã. Bà là một trong những nhà soạn nhạc trung cổ đầu tiên có các tác phảm vẫn còn tồn tại cho đến bây giờ và vẫn được giải thích bởi các nhà soạn nhạc và các học giả hiện đại. Khoảng 50 bản thánh ca của bà vẫn còn tồn tại và 23 trong đó đã được thêm vào sách nghi lễ của Chính Thống giáo Đông phương. Rất khó xác định con số chính xác về các tác phẩm của bà, bởi vì có nhiều bản thánh ca đã được gắn tên cho nhiều tác giả khác trong nhiều bản ghi chép khác nhau và thỉnh thoảng được xác định như ẩn danh.
Thêm vào đó, 789 câu thơ không thuộc về phần tế lễ còn tồn tại. Nhiều câu thơ trong số đó mang tính trào phúng hoặc cách ngôn, được gọi là thơ châm ngôn, ví dụ như "Tôi ghét người đàn ông giàu có than vãn anh ta từng nghèo".
Kassia gây chú ý là một trong hai nhà soạn nhạc nữ Đông La Mã duy nhất được biết đến sống vào thời kỳ Trung Cổ, người còn lại chính là Anna Commena.

## Tên gọi
Tên của bà là dạng giống nữ trong tiếng Hy Lạp của tên tiếng Latin Cassius. Nó được viết thành một số biến thể như Κασσιανή (phát âm hiện tại:  [kaˈsçani]), Κασ(σ)ία (Kas[s]ia), Εικασία (Eikasia), Ικασία (Ikasia), Kassiani, Cas[s]ia, Cassiane, Kassiana. Các văn bản tiếng Anh hiện đại đã viết tên của bà là "Kassia" khi đề cập bà như một soạn nhạc, trong khi đó các tác phẩm nói về cuộc đời tôn giáo của bà lại viết tên bà là Kassia hoặc Kassiani.

## Kỷ niệm tôn giáo
Ngày tháng của Kassia được truy tặng bởi Chính Thống giáo vào ngày 7 tháng 9.
Bà thỉnh thoảng xuất hiện trên biểu tượng của Chủ nhật Chính Thống giáo (ngày chủ nhật đầu tiên của Đại Chay), bởi vì bà là người bảo vệ mạnh mẽ sự thờ thánh tượng

## Các bản ghi âm
Dưới đây là các bản ghi âm mang tính thương mại các tác phẩm âm nhạc của Kassia:
- Tứ tấu Kronos: Early Music (Lachrymæ Antiquæ), Mỹ, 1997, bao gồm một bản sắp xếp lại tác phẩm Sử dụng kẻ bạo cường bội giáo như công cụ của Ngài
- Sarband: Sacred Women, Women as Composers and Performers of Medieval Chant, Dorian, Mỹ, 2001. Tác phẩm bao gồm một tác phẩm tên của Kassia, Augustus-Sticheron IdiomelonDoxastikon: Kinh chiều ngày 25 tháng 12 (Athens MS 883), được ghi lại bởi VocaMe.
- Deborah Kayser và Nick Tsiavos: The Fallen Woman, đĩa CD, được ra mắt vào năm 2008. Nó bao gồm một bản thánh ca của Kassia (http://nicktsiavos.net/ Lưu trữ ngày 20 tháng 7 năm 2016 tại Wayback Machine). Phần biểu diễn gần đây tác phẩm đó của Kassia do bộ đôi này thực hiện đã được đưa lên YouTube (https://www.youtube.com/user/dimitrikyriakou, phần 4, 5 và 7)
- VocaMe: Kassia - Byzantine hymns of the first woman composer, Christophorus, Đức, 2009. Gồm 18 bản nhạc, tất cả đều được hát với phiên bản tiếng Hy Lạp và phần phiên dịch tiếng Đức và tiếng Anh.[2]
- Choral Settings of Kassiani: with members of Cappella Romana and the English Chamber Choir, Một số bản ghi âm cho các tác phẩm Troparion của Kassiani và Khi Augustus ngự trị. Được xuất bản vào năm 2011.